# Ayelet Zurer
Ajelet Zurer, hebrejsky איילת זורר‎, v angl. přepisu Ayelet Zurer (* 28. června 1969, Tel Aviv, Izrael) je izraelská herečka. Byla nominována na ocenění Jeruzalémského filmového festivalu, Ofirovu cenu a Israeli Television Academy Awards. Vyhrála cenu pro nejlepší herečku za své role v izraelských filmech Tragédie Niny a TV sérii Be-tipul (Terapie).

## Životopis
Narodila se v Tel Avivu. Její rodiče byli židovští imigranti z východní Evropy. Matka přežila jako dítě 2. světovou válku ukrytá v klášteře na Slovensku, aby se po válce se svými rodiči vydala do Izraele. Ayelet Zurer se po ukončení vojenské služby v izraelských obranných silách přestěhovala do Hollywoodu, kde odstartovala svou hereckou kariéru. Ve Spojených státech žije dodnes.

## Televizní kariéra
Zpět do Izraele se vrátila v roce 1991. V roce 1992 si zahrála v televizním seriálu Injan šel zman a v roce 1993 hrála roli Debbie v izraelském filmu Nikmato šel Icik Finkelstein. V tuto dobu se také zúčastnila televizního pořadu Jeci'at cherum. V roce 1997 hrála roli Shiry Steinberg v televizním seriálu Florentin vysílaném na Israeli Channel 2. V roce 2000 hrála v televizním seriálu Zinzana a v roce 2002 v seriálech Šalva a ha-Blok.

## Filmová kariéra

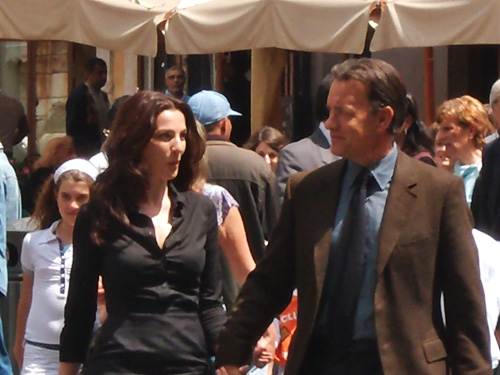
Zurer a Tom Hanks před Pantheonem ve filmu Andělé a démoni

V roce 1998 si zahrála hlavní roli ve filmu Ahava Asura, ve kterém hrál Moše Ivgy. V roce 2001 hrála ve filmech Lajla le-lo Lola a Kikar ha-Chalomot. V roce 2003 si zahrála ve filmu Tragédie Niny, kde ztvárnila titulní roli Niny. Tato role se stala jednou z jejích nejznámějších. V tomto filmu představuje vášnivou mladou ženu, která si musí vybudovat nový život po náhlé smrti jejího manžela. Za tuto roli vyhrála Ofirovu cenu v kategorii nejlepší herečka.
Její první mezinárodní role byla ve filmu Stevena Spielberga, Mnichov, kde hrála manželku Erica Bany. Poté hrála roli exotické teroristky Veronicy v americkém thrilleru Úhel pohledu, kde se objevila po boku herců jako jsou Dennis Quaid, William Hurt a Sigourney Weaver. Její další mezinárodní role byla ve filmu Okamžik vzkříšení, kde hrála Ginu Grey, zdravotní sestru, která se zamiluje do hlavní postavy, kterou si zahrál Jeff Goldblum. V roce 2007 si zahrála ve filmu Fugitive Pieces.
V dubnu 2008 byla obsazena jako hlavní ženská postava Vittoria Vetra, ve filmovém pokračování Šifry mistra Leonarda, s názvem Andělé a démoni. Její postava je dcerou fyzika z CERNu a katolického kněze, který byl zavražděn ve své laboratoři v Ženevě a vrah mu ukradne vzorky nestabilní antihmoty. Pomáhá vatikánské policii a je v páru se symbologem Robertem Langdonem (Tom Hanks).
Hraje hlavní ženskou roli v novém filmu Chrise Eyra, A Year in Mooring. Ve filmu hraje mimo jiné Josh Lucas.
V září 2011 byla obsazena jako matka Supermana v rebootu supermanovské série s názvem Muž z oceli, který měl premiéru v roce 2013. V roli nahradila Juliu Ormond, která roli opustila z neznámých důvodů.

## Filmografie
| Rok  | Název                        | Role            | Poznámka          |
| ---- | ---------------------------- | --------------- | ----------------- |
| 1991 | Pour Sacha                   | Shoshana        | francouzské drama |
| 1993 | Nikmato šel Icik Finkelstein | Debbie          |                   |
| 1998 | Ahava asura                  | Lea             |                   |
| 2001 | Lajla le-lo Lola             | Ošrit           | TV film           |
| 2001 | Kikar ha-chalomot            | Gila (servírka) |                   |
| 2003 | Tragédie Niny                | Nina            |                   |
| 2003 | Iš ha-chašmal                | Becki           |                   |
| 2004 | Maktub                       | Michal          | TV film           |
| 2004 | Mašehu matok                 | Tamar           |                   |
| 2005 | Mnichov                      | Daphna          |                   |
| 2007 | Fugitive Pieces              | Michaela        |                   |
| 2007 | Rak klavim racim chofši      | Telma           |                   |
| 2008 | Úhel pohledu                 | Veronica        |                   |
| 2008 | Okamžik vzkříšení            | Gina Grey       |                   |
| 2009 | Lightbulb                    | Gina            |                   |
| 2009 | Andělé a démoni              | Vittoria Vetra  |                   |
| 2012 | Drahoušek k zakousnutí       | Carmen          |                   |
| 2013 | Muž z oceli                  | Lara Lor-Van    |                   |
| 2015 | Poslední rytíři              | Naomi           |                   |
| 2015 | 40 dní v poušti              | Matka           |                   |
| 2016 | Ben Hur                      | Naomi           |                   |
| 2017 | Milada                       | Milada Horáková |                   |

## Ocenění
| Rok  | Název ocenění                 | Kategorie                         | Výsledek   | Film/pořad               |
| ---- | ----------------------------- | --------------------------------- | ---------- | ------------------------ |
| 1997 | Ofirova cena                  | Nejlepší herečka                  | Nominována | Ahava Asura              |
| 2000 | Ofirova cena                  | Nejlepší herečka ve vedlejší roli | Nominována | Kikar Ha'Halomot         |
| 2001 | Ofirova cena                  | Nejlepší herečka                  | Nominována | Ish Ha'Hashmal           |
| 2003 | Ofirova cena                  | Nejlepší herečka                  | Vyhrála    | Tragédie Niny            |
| 2003 | Jeruzalémský filmový festival | Nejlepší herečka                  | Vyhrála    | Tragédie Niny            |
| 2006 | Ofirova cena                  | Nejlepší herečka ve vedlejší roli | Nominován  | Rak Klavim Ratzim Hofshi |
| 2006 | Ofirova cena                  | Nejlepší herečka                  | Vyhrála    | Betipul                  |